# Bataille de Bibracte
Guerre des Gaules
Batailles
- Magetobriga (60)
- Arar (58)
- Cavillonum (58)
- Bibracte (58)
- Ochsenfeld (58)
- L'Aisne (57)
- Le Sabis (57)
- Octodure (57)
- Morbihan (navale) (56)
- Vernix (56)
- Expéditions en Bretagne (55 et 54)
- Aduatuca (54)
- Avaricum (52)
- Gergovie (52)
- Lutèce (52)
- Alésia (52)
- Uxellodunum (51)

La bataille de Bibracte met fin à la migration des Helvètes au début de la Guerre des Gaules (58 av. J.-C.).

## Contexte
Jules César relate le début de son intervention en Gaule contre les Helvètes, les Rauraques, les Boïens, les Latobices et les Tulinges qui, sous la conduite de Divico, tentent d'émigrer en Saintonge. Après un premier affrontement à Genève, où les Helvètes ne peuvent enfoncer les lignes romaines, les émigrants se dirigent vers la Loire, suivis par les six légions de César.
Le premier affrontement se produit sur l'Arar (aujourd'hui la Saône) début juin, que les Helvètes traversent au niveau de ce qui est aujourd'hui Villefranche sur Saône. César, par l'intermédiaire de son lieutenant Labienus, tombe alors sur ceux qui n'ont toujours pas traversé, la tribu des Tigurins, les prenant par surprise en désordre, et en tuant un grand nombre. Le reste de l'armée helvète assistant impuissante au massacre depuis l'autre rive. Après ce combat, César fait construire ou terminer un pont en un jour sur la Saône pour poursuivre le gros du peuple helvète épargné. Les deux chefs négocient tout d'abord (pour les Hélvètes : Divico des Tigurins, le célèbre vainqueur des Romains en 107 av. J.-C. selon César et Carcopino, bien que cela soit aujourd'hui remis en doute). Il lui dit, sans s'assujettir, qu'ils sont prêts à suivre l'attribution des terres que César souhaite en échange de la paix. Le proconsul demande pour sa part des otages et que les Helvètes réparent les dommages causés chez les alliés de Rome, ce que Divico est contraint de rejeter,,,.

## Prémices
Pendant deux semaines, César, rejoint par Labienus, suit les Helvètes vers le nord, et quelques accrochages ont lieu entre les cavaleries des deux camps. Le premier de ces accrochages oppose 4 000 cavaliers Romains et alliés à 500 cavaliers Helvètes, qui les repoussent. Les alliés de Rome, notamment les Éduens qui sont la cause de la poursuite, mettent une mauvaise volonté à aider César,. Le vergobret Liscos soupçonne à raison Dumnorix de vouloir prendre le pouvoir parmi son peuple, d'avoir une influence anti-romaine sur son peuple et de garder des liens étroits avec les Helvètes. César ne l'épargne qu'en compassion pour son frère Diviciacos, le Vergobret des Éduens et allié de poids, qu'il ne veut pas s'aliéner. Il le met néanmoins sous étroite surveillance. Après ces quatorze jours de poursuites et d'intrigues, et d'un projet d'attaque raté, César et Labienus se dirigent vers Bibracte, la capitale de leurs alliés éduens, pour y chercher les vivres promis par leurs alliés, laissant les Helvètes poursuivre leur chemin, mais ces derniers rebroussent alors chemin et attaquent.

André Steyert raconte dans "Histoire de Lyon & et des provinces de lyonnais, Forez, Beaujolais, franc-lyonnais & Dombes Tome 1" :
Epuisés, cernés de toutes parts, les Romains devaient périr jusqu'au dernier, lorsque le complot fut dévoilé à César par Divitiacus, frère de Dumnorix, mais son adversaire politique, chef qu'il était de la fraction aristocratique et républicaine, favorable à l'étranger. Le général romain, dont le génie s'exaltait en présence des situations désespérées, n'hésite pas un instant, il marche droit sur Bibracte, non seulement pour s'y procurer des provisions, mais pour enlever aux Eduens toute velléité de révolte, et tenir le pays tout entier à sa discrétion.
Cette manœuvre trompa les Helvètes qui, rebroussant chemin, vinrent l'attaquer dans ce qu'ils prenaient pour une fuite

## Déroulement
Engagée vers midi, la bataille de Bibracte se déroule en plusieurs phases, et oppose environ 40 000 Romains et auxiliaires à 92 000 Gaulois, mais peut-être moitié moins, sur le site de Montmort (Saône-et-Loire). Dans un premier temps, César envoie sa cavalerie pour retenir les Helvètes le temps que ses légions se déploient sur une colline. Les quatre légions de vétérans de César se placent sur trois lignes, selon la formation du triplex acies, tandis que deux légions de recrues sont conservées en réserve. La phalange helvète repousse la cavalerie romaine, puis les légionnaires repoussent les Helvètes, qui se réfugient sur une montagne. C'est alors que Boïens et Tulinges arrivent sur le flanc droit des Romains. César demande donc à sa troisième ligne d'intervenir contre les nouveaux arrivants, craignant l'inexpérience de ses légions de réserve. Les deux premières lignes poursuivent le combat contre les Helvètes. Le combat dure jusque tard dans la nuit, les Gaulois se réfugiant alors autour de leurs charriots. 130 000 Helvètes se replient et gagnent le pays lingon (région de Langres) où, faute de soutien, ils capitulent, les autres sont massacrés jusqu'au dernier. Selon Appien, ce serait Titus Labienus qui commandait les troupes romaines lors de la bataille et Jules César aurait quant à lui vaincu les Tricures et leurs alliés,. Carcopino rapporte la bataille décisive menée par César, qui laisse selon lui fuir les Helvètes et se rendre, ne souhaitant pas les massacrer.

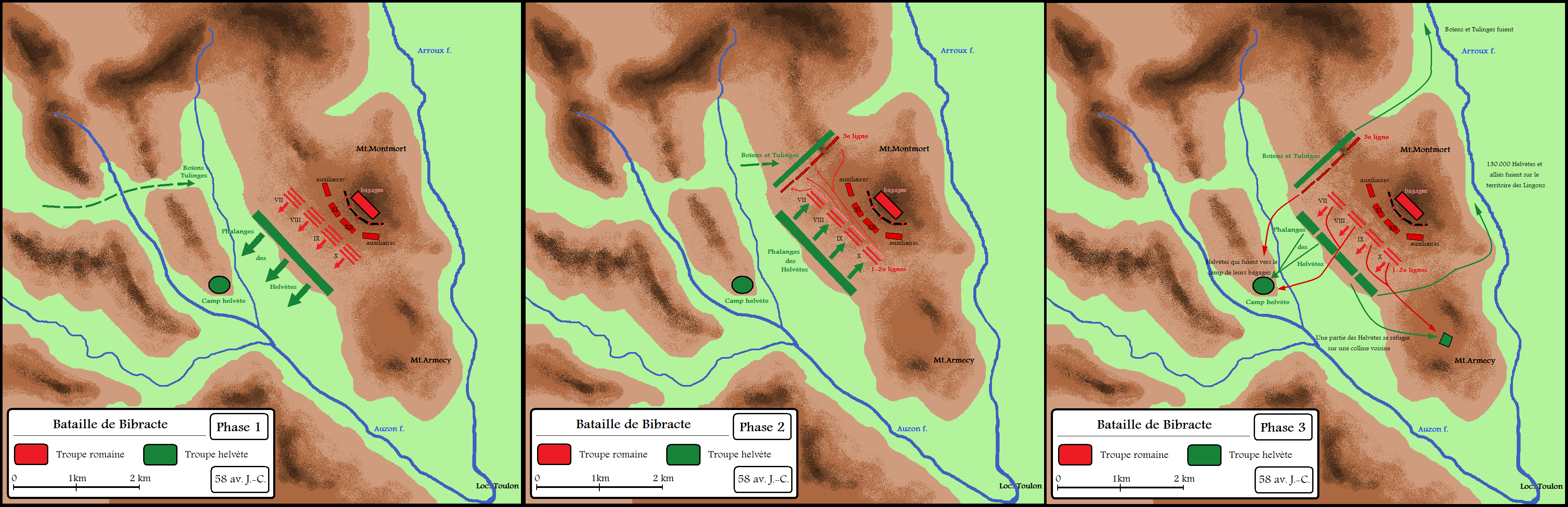
Bataille de Bibracte en trois phases, opposant les Romains commandés par Jules César et Titus Labienus aux Helvètes, Boïens et Tulinges.

## Conséquences
César renvoie les Helvètes dans leur territoire pour éviter qu'un pays près de Rome reste désert et que les Germains s'en emparent,,, ainsi que pour gagner une renommée de clémence, sauf les Boïens (env. 20 000 personnes) qu'il place en bordure de Loire, à Gorgobina, sous la dépendance des Éduens. Selon César, sur 368 000 migrants, il n'en recense que 110 000 qui parviennent à rentrer en Helvétie, bien que ces chiffres puissent être divisés de moitié.

## Lieu de la bataille
Le champ de bataille se situe à Montmort (Saône-et-Loire), où des fouilles ont mis au jour un fossé vraisemblablement creusé par les légionnaires de César. 

### Sources
- Dictionnaire historique de la Suisse (DHS).
- Jules César (trad. Désiré Nisard), La Guerre des Gaules, Didot, Paris, 1865 (lire en ligne).
- Jérôme Carcopino, Jules César, Paris, Presses universitaires de France, 1990, 6e éd., 591 p. (ISBN 978-2-130-42817-6).